# Belagerung von Złotoria
In der Belagerung von Gniewkowo kämpfte 1376–1377 ein Heer des Herzogtums Gniewkowo unter Ladislaus dem Weißen gegen ein polnisch-pommersches Aufgebot unter Kasimir IV. von Pommern und Sędziwój Pałuka. Philipp II. von Burgund stellte Ladislaus dem Weißen burgundische Truppen zur Verfügung.

## Schlacht
Ladislaus der Weiße hatte 1364 das Herzogtum Gniewkowo an den polnischen König und seinen nahen Verwandten Kasimir den Großen verpfändet. Nach dessen Tod 1370 starben die Piasten in der Hauptlinie aus, und Ludwig der Große aus dem Haus Anjou wurde zum polnischen König gewählt. Ladislaus bewarb sich als Verwandter des verstorbenen Königs um den polnischen Königsthron. Zudem wollte er sein Herzogtum Gniewowo wiedererlangen. Bei Gniewkowo kam es auch zur Schlacht, die Ladislaus der Weiße verlor. Er zog sich auf die Burg Złotoria am anderen Weichselufer zurück, wo es ab Juni 1376 zur Belagerung kam. Zudem entsandte Ladislaus von Oppeln Truppen, um die Belagerer zu unterstützen. Ladislaus der Weiße kapitulierte schließlich im Frühjahr 1377 und übergab die Burg an das königliche Heer. Im selben Jahr verkaufte er das Herzogtum Gniewkowo an Ludwig den Großen und verließ Polen. Kasimir IV. von Pommern wurde bei der Belagerung am Kopf verwundet und starb am 2. Januar 1377 an den Folgen der Verletzung.